# Richard Reitzenstein
Richard August Reitzenstein (* 2. April 1861 in Breslau; † 23. März 1931 in Göttingen) war ein deutscher klassischer Philologe und Religionshistoriker.

## Leben
Reitzenstein war bis zu seinem Abitur im Jahre 1879 Schüler des Maria-Magdalenen-Gymnasiums in Breslau. Anschließend studierte er in Berlin bei Theodor Mommsen und wurde 1884 bei Johannes Vahlen mit einer quellenkritischen Studie über verschollene Autoren bei Cato und Columella promoviert. Anschließend arbeitete er im Auftrag Mommsens lange Zeit in italienischen Bibliotheken. Am 24. Februar 1888 habilitierte sich Reitzenstein in Breslau mit einer Studie über Detailprobleme der Überlieferung des Alexanderfeldzuges bei Arrian. 1889 wurde er außerordentlicher Professor für klassische Philologie in Rostock. Von 1892 bis 1893 war Reitzenstein Ordinarius in Gießen und wechselte dann nach Straßburg. Die Begegnung mit den dortigen Repräsentanten historisch-kritischer Exegese sowie die Bekanntschaft mit dem Ägyptologen Wilhelm Spiegelberg, den Reitzenstein 1898 auf eine Studien- und Forschungsreise begleitet und deren Papyrusfunde den Grundstock zu Reitzensteins Straßburger Handschriftensammlung bildet, regten Reitzenstein zur Auseinandersetzung mit religionsgeschichtlichen Fragen an. 1911 wurde er nach Freiburg im Breisgau und 1914 als Nachfolger von Friedrich Leo nach Göttingen berufen. Dort wurde er als Vertreter der Religionsgeschichtlichen Schule bahnbrechend, obwohl er sich in dieser Zeit kaum mehr zu religionsgeschichtlichen Themen, sondern fast ausschließlich mit lateinischen Autoren beschäftigte. 1928 wurde Reitzenstein emeritiert. Sein Nachfolger auf dem Lehrstuhl wurde Eduard Fraenkel. Nach seinem Tod widmeten ihm seine Schüler zu seinem 70. Geburtstag am 2. April 1931 eine Festschrift, die von Eduard Fraenkel und Hermann Fränkel herausgegeben wurde.
Seit 1890 war Richard Reitzenstein mit Antonie Keil (1864–1934) verheiratet. Das Paar hatte eine Tochter und zwei Söhne: Den Bibliothekar Richard Reitzenstein (1894–1982) und den Altphilologen Erich Reitzenstein (1897–1976).
Reitzenstein war Ehrenmitglied der Philologisch-Historischen Verbindung Gießen und des Klassisch-Philologischen Vereins Freiburg im Naumburger Kartellverband.

## Leistungen
Die Bedeutung Reitzensteins liegt vor allem in der Fruchtbarmachung der hellenistischen Mysterienreligionen für die neutestamentliche Exegese und der Erforschung des antiken Synkretismus und der Gnosis, deren Herkunft er seit seinem Poimandres (1904) aus Ägypten, seit 1916 aus einem iranischen Erlösermythos ableitete. Zudem hat er in der Folge des Semitisten Mark Lidzbarski auf die Bedeutung der mandäischen Überlieferungen für das Verständnis des Johannesevangeliums und vor allem die Erklärung der Johannestaufe sowie des altchristlichen Taufrituals hingewiesen. Diese Impulse hat vor allem der Theologe Rudolf Bultmann später aufgenommen. Ferner lenkte Reitzenstein die Aufmerksamkeit auf die Parallelität von hellenistischen Philosophenviten und Reiseromanen mit der apokryphen Apostelliteratur. Schließlich beeinflusste er die Forschung über Theognis maßgeblich, dessen Werk er als nach Inhalten sortiertes Kommersbuch ansah.